# Mic Drop (canção)
"Mic Drop" (estilizado como "MIC Drop") é uma música gravada pelo grupo sul-coreano BTS para o quinto EP deles, Love Yourself: Her, lançado em 2017. A música foi lançada pela primeira vez pela Big Hit como uma "B-track" em 18 de Setembro de 2017, na Coreia do Sul. A música foi remixada pelo DJ americano Steve Aoki com participação do rapper Desiigner e foi lançada na contemporary hit radio americana como single. O remix de Aoki foi lançado com um videoclipe.
Em 5 de dezembro de 2017, o videoclipe japonês de "MIC Drop" foi lançado. No mesmo mês, o popular DJ Slushii lançou sua própria versão da música.

## Segundo plano
Em uma conferência de imprensa, o membro do BTS RM revelou que a música foi inspirada pelo discurso do ex-presidente dos EUA Barack Obama em seu último Jantar de Correspondentes da Casa Branca em 2016.
BTS ganhou atenção nos Estados Unidos em 2017, após aparições e performances em premiações de música e nos charts da Billboard. Em 17 de setembro de 2017, foi anunciado que o grupo lançaria um single álbum em 6 de dezembro, que incluía a versão japonesa de "DNA" e "MIC Drop", juntamente com uma nova música intitulada "Crystal Snow".

## Composição
A faixa do álbum "Mic Drop" é do gênero hip hop. Um escritor da "Billboard" descreveu-a como "uma música energética sobre a popularidade mundial do BTS". A versão produzida por Steve Aoki introduz sintetizadores de EDM e trap baseada na melodia original, e versos em inglês. Uma versão alternativa de "Mic Drop" apresenta um verso de abertura de Desiigner, com o rapper "falando rápido".
A versão remix da música está na chave de B♭ menor e a original é Fá# maior. Ambas têm 170 batidas por minuto.

## MV
O diretor do videoclipe, Woogie Kim, declarou em uma entrevista: "Ouvindo a música, a primeira coisa que me veio à mente foi que eu queria trancar o BTS em uma sala de interrogatório. Então eu queria mostrar aos espectadores como eles conseguiram escapar e libertarem-se com a música". Em 16 de novembro de 2017, eles lançaram um teaser do MV. Após a data de lançamento original de 17 de novembro ser adiada devido à sua agenda americana, o vídeo foi lançado em 24 de novembro.
O clipe começa com Steve Aoki, enquanto o grupo dança a coreografia da música em vários cenários. Algumas das imagens apresentam carros em chamas e referências militares. Como o rapper Desiigner não aparece no clipe, sua parte é substituída pela versão coreana original que são de J-Hope e Suga.
O videoclipe da versão japonesa da música combina os visuais do remix com a batida original. O conjunto é quase idêntico ao videoclipe do remix, mas diferenças sutis tomam forma quando a figura de Aoki é substituída por uma silhueta com brilhantes olhos vermelhos.
Alguns dos principais funcionários que trabalharam no videoclipe foram Cathy Kim, que serviu como produtora, Andy Iere Kim a supervisora de produção, Kwak Doori o supervisor da equipe de direção, Nam Hyunwoo o diretor de fotografia, Song Hyunsuk trabalhando como fiscal, Kim Sangseon o diretor de arte, e Yoh Donghoo o diretor do VFH.

## Edições
Para a versão coreana e americana, não há álbum físico. Para o single álbum japonês, existem quatro versões disponíveis: Tipo A, Tipo B, Tipo C e a versão regular.
Todos os álbuns têm "MIC Drop", "DNA" e "Crystal Snow", pois a lista de faixas e as primeiras edições vêm com um cartão de fotos.
- Edição limitada tipo A (UICV-9267): Esta edição vem com um DVD contendo "MIC Drop" vídeoclipe versão japonesa e vídeo com versão da coreografia.
- Edição limitada tipo B (UICV-9268): Esta edição vem com um DVD contendo "MIC Drop", bastidores da gravação do videoclipe e bastidores da escolha de roupas.
- Edição limitada tipo C (UICV-9269): Esta edição vem com um livro fotográfico de 36 páginas.
- Edição regular (UICV-5069): Não Anunciada.

## Desempenho comercial
O remix de "MIC Drop" foi a primeira música de um grupo coreano a alcançar o número um no chart de músicas do iTunes dos EUA. O single estreou no número 28 da Billboard Hot 100, tornando-se o primeiro grupo coreano a entrar no top 40 do país. Em 3 de fevereiro de 2018, o rapper Desiigner compartilhou que "MIC Drop (Remix)" foi certificado como ouro nos Estados Unidos. Tamar Herman da Billboard relatou que isso fez do BTS "o primeiro grupo coreano a ter uma música certificada ouro pela Recording Industry Association of America (abreviado como RIAA). Após o lançamento, ficou em quarto lugar nas vendas dos Estados Unidos.
Quando a música foi lançada no Japão como um single triplo-A ao lado de "DNA" e "Crystal Snow", vendeu mais de 260.000 cópias em seu primeiro dia e ficou no topo da Oricon Daily Chart, tornando-se assim o single mais vendido de um artista de K-pop dentro de uma semana. Ultrapassou 300.000 pontos na Oricon Weekly Singles Chart nos próximos seis dias e chegou ao topo da lista com 365.096 pontos, fazendo do BTS o primeira artista não-japonês a conseguir isso. Eles foram o primeiro e único artista estrangeiro em 2017 a vender mais de 500.000 cópias com um único álbum e a receber a certificação de Double Platinum no chart da Oricon. BTS também se tornou o único artista de K-pop a se classificar no top 25 dos artistas com os singles mais vendidos, chegando em décimo primeiro lugar na lista. "MIC Drop" é atualmente o terceiro single mais vendido de um grupo de K-pop no Japão.

## Performances ao vivo
BTS promoveu a versão original da música em vários programas coreanos de música, incluindo Music Bank, Inkigayo, M Countdown, e Show Champion. Também foi performado no Ano Novo em 2018 no MBC Gayo Daejejeon.
BTS performou a versão remix da música nos talk shows americanos The Ellen DeGeneres Show e Jimmy Kimmel Live!, Que foram ao ar em 27 de novembro e 30 de novembro de 2017, respectivamente.; e no Mnet Asian Music Awards em 1º de dezembro de 2017. Além disso, o BTS se apresentou com o single no Dick Clark's New Year's Rockin' Eve, que foi pré-gravado.

## Lista de faixas e formatos
| Versão coreana |            |              |         |  |
| N.º            | Título     | Produtor(es) | Duração |  |
| 1.             | "MIC Drop" | Pdogg        | 3:57    |  |

| Versão dos EUA |                                                 |                                                                                              |         |  |
| N.º            | Título                                          | Produtor(es)                                                                                 | Duração |  |
| 1.             | "MIC Drop" ((Steve Aoki remix) (ft. Desiigner)) | Steve Aoki Pdogg Supreme Boi "hitman"bang J-Hope RM Desiigner Tayla Parx Flowsik Shae Jacobs | 3:58    |  |

| Versão japonesa (Lançada como Mic Drop / DNA / Crystal Snow) |                              |                |         |  |
| N.º                                                          | Título                       | Produtor(es)   | Duração |  |
| 1.                                                           | "MIC Drop" (versão japonesa) | Pdogg          | 3:58    |  |
| 2.                                                           | "DNA" (versão japonesa)      | Pdogg          | 3:44    |  |
| 3.                                                           | "Crystal Snow"               | SOMA GENDA     | 5:22    |  |
| Duração total:                                               | Duração total:               | Duração total: | 13:02   |  |

## Créditos
| Os créditos são adaptados dos créditos finais do álbum Love Yourself: Her - "hitman" bang – produção - Jungkook – refrão - KASS – vocais de fundo - RM – produção, vocais de fundo - J-Hope – vocais de fundo, produção - Supreme Boi – arranjo vocal, refrão, vocais de fundo, produção, engenheiro de gravação - Pdogg – rap and arranjo do vocal, vocais de fundo, sintetizador, teclado, produção, engenheiro de gravação - Jaycen Joshua – engenheiro de mixagem | Os créditos são adaptados dos créditos finais do álbum Love Yourself: Answer - Steve Aoki- produtor, teclado, sintetizador, produção adicional - Pdogg- produtor, sintetizador, vocais de fundo, arranjo do rap, engenheiro de gravação - Supreme Boi- produtor, refrão, vocais de fundo, arranjo do vocal, engenheiro de gravação - "hitman" bang"- produtor - J-Hope- produtor - RM- produtor - Tayla Parx- produtor - Flowsik- produtor - Shae Jacobs- produtor - Jungkook- refrão - DOCSKIM- vocais de fundo - Hiss noise- vocais de fundo - Jaycen Joshua- engenheiro de mixagem - North Hollywood CA- engenheiro de mixagem |

## Charts
| Chart (2017–18)                                | Posição |
| ---------------------------------------------- | ------- |
| Austrália (ARIA)                               | 50      |
| Áustria (Ö3 Austria Top 75)                    | 46      |
| Canada (Canadian Hot 100)                      | 37      |
| Finland Digital Song Sales (Billboard)         | 1       |
| France (SNEP)                                  | 33      |
| O campo songid é OBRIGATÓRIO PARA PARADA ALEMÃ | 71      |
| Hungria (Single Top 40)                        | 7       |
| Ireland (IRMA)                                 | 98      |
| Malaysia (RIM)                                 | 5       |
| Netherlands (Single Tip)                       | 20      |
| New Zealand Heatseekers (RMNZ)                 | 1       |
| Escócia (Scottish Singles Chart)               | 26      |
| Coreia do Sul (Gaon)                           | 23      |
| Sweden Heatseeker (Sverigetopplistan)          | 8       |
| Suíça (Schweizer Hitparade)                    | 76      |
| Reino Unido (UK Singles Chart)                 | 46      |
| UK Independent Singles                         | 6       |
| Estados Unidos (Billboard Hot 100)             | 28      |
| EUA Mainstream Top 40 (Billboard)              | 25      |
| EUA Rhythmic (Billboard)                       | 40      |
| EUA World Digital Chart (Billboard)            | 1       |

| Chart (2017)                        | Posição |
| ----------------------------------- | ------- |
| Coreia do Sul (Gaon)                | 17      |
| Coreia do Sul (K-pop Hot 100)       | 6       |
| Filipinas (Philippine Hot 100)      | 13      |
| EUA World Digital Chart (Billboard) | 7       |

| Chart (2017)                    | Posição |
| ------------------------------- | ------- |
| Japão (Billboard Japan Hot 100) | 1       |
| Japão (Oricon)                  | 1       |
| Coreia do Sul (Gaon)            | 94      |

| Chart (2018)            | Posição |
| ----------------------- | ------- |
| Billboard Japan Hot 100 | 28      |

## Histórico de lançamentos
| Região         | Data de lançamento    | Formato                       | Versão   | Gravadora                              | Ref.   |
| -------------- | --------------------- | ----------------------------- | -------- | -------------------------------------- | ------ |
| Várias         | September 18, 2017    | Digital download streaming    | Original | Big Hit                                |        |
| Várias         | November 24, 2017     | Digital download streaming    | Remix    | Big Hit RED Music                      | [ 63 ] |
| Estados Unidos | 5 de Dezembro de 2017 | Contemporary hit radio        | Remix    | Big Hit RED Music                      | [ 64 ] |
| Japão          | 6 de Dezembro de 2017 | CD digital download streaming | Japonês  | Big Hit Universal Japan Virgin Def Jam | [ 65 ] |
| Várias         | 6 de Dezembro de 2017 | Digital download streaming    | Japonês  | Big Hit Universal Japan Virgin Def Jam | [ 65 ] |